# Ian Robinson (squash)
Pour les articles homonymes, voir Robinson.
Ian Robinson, né le 12 septembre 1952 à York, est un joueur professionnel de squash représentant l'Angleterre. Il atteint la 19e place mondiale en janvier 1982, son meilleur classement. Il est champion du monde par équipes en 1976.

## Biographie
Ian Robinson commence le squash en 1961 à St Peter's School (York) sous la houlette de Malcolm Willstrop et devient huit fois champion du Yorkshire.
Avec l'équipe nationale anglaise, il participe à plusieurs championnats d'Europe par équipes. De 1975 à 1979, il remporte le titre cinq fois de suite et de nouveau en 1982. En 1977 et 1981, il est également membre des équipes britanniques et anglaises aux championnats du monde par équipes. Les deux fois, il est quatrième avec l'équipe. Il remporte un total de 55 matches pour l'Angleterre.
Entre 1976 et 1983, il participe à cinq championnats du monde en simple. En 1981, il atteint son meilleur résultat en huitièmes de finale où il perd contre Geoff Hunt en trois jeux. En 1979, il devient vice-champion britannique après avoir perdu contre Gawain Briars en finale.
Après sa carrière active, Ian Robinson, marié et père d'un fils, travaille comme entraîneur de squash et commentateur à la télévision et à la radio. Il a également écrit plusieurs livres sur le squash.

## Palmarès

### Titres
- Championnats du monde par équipes : 1976
- Championnats d'Europe par équipes : 6 titres (1975-1979, 1982)

### Finales
- Championnats britanniques : 1979